# ليرخوس (المتمرد الانقلابي)
ليرخوس أو ليركوس و (باليونانية: Λέαρχος ، نشط في 550 قبل الميلاد) كان مستشارًا في مملكة قورينائية تبع الملك أركسيلاوس الثاني من قورينائية، ثم شارك في تمرد وقتل أركيسيلوس. كان هو نفسه ملك مملكة قورينائية لفترة قصيرة.

## السنوات الأولى
لا يُعرف الكثير عن ليرخوس، باستثناء ما هو مكتوب في قصص هيرودوت وفلوطوخس، والتي تذكره بشكل عابر. يبدو أن ليركوس متورط في القتل والتآمر في وقت مبكر، بعد أن كان وراء مقتل أحد النبلاء في كيرين الذي كان زوج الأميرة كريتولا ووالد الملكة إريكسو. عندما مات باتوس الثاني ملك مملكة قورينائية، تولى ابنه أركسيلاوس الثاني العرش مع الملكة إريكسو. تمكن ليرخوس اثناء ذلك الوقت من المناورة في الدوائر الداخلية وتم تعيينه مستشارًا لـ أركسيلاوس الثاني. يدعي هيرودوت أنه شقيق أركسيلاوس الثاني، لكن فلوطرخس يناقض هذا بقوله أن ليركوس كان صديقًا شريرًا بسلوكه السيئ. ويثار تناقض آخر عندما يتحدث هيرودوت عن أنشطة ليركوس كأنشطة «إخوة أركيسيلوس» ولا يذكر ليركوس بالاسم حتى يتم تحديده على أنه قاتل ملك. وكان دئما الملك أركسيلاوس الثاني يتبع نصاح ليرخوس وأصبح مستبدة بشكل متزايد. خلال هذا الوقت تم إعطاؤه أسماء «الظالم» و «القوي» وما شابه. في الوقت نفسه، لا بد أن ليرخوس كان يتآمر سراً بهدف الإطاحة بلملك أركسيلاوس الثاني لأخذ العرش لنفسه

## النفي والتمرد
عندما اكتشف أركسيلاوس الثاني عن مؤامرة ليرخوس، تشاجروا حول المملكة، وأمر أركسيلاوس الثاني في النهاية بنفي ليرخوس وأنصاره من مملكة قورينائية كان ليرخوس أيضا يتآمر سرا ضد أركسيلاوس للإطاحة به. . في المقابل، انتهى ليرخوس وأركسيلاوس وأنصارهم في صراع على السلطة أدى إلى هزيمة أركسيلاوس الثاني وأنصاره والجيش القيروانيائية في لوكين موقع غير معروف. وبعد المعركة تسمم الملك اركسيلاوس وات ليرخوس وخنق الملك اركسيلاوس بالقرب من موقع لوكين وبعد فوزه على اركسيلاوس. عاد ليرخوس إلى قورينا عاصمة مملكة قورينائية منتصرًا على أمل أن يصبح ملكًا. أصبح ليرخوس ملكًا تحت ذريعة كاذبة، كان يحمي باتوس الثالث الابن، على الرغم من أن باتوس كان في ذلك الوقت شابًا. كان ليرخوس يتظاهر بخادم المتواضع للملكة إريكسو، محاولًا إظهار بعض الكرامة لـ باتوس واريكسو، على أمل أن يتزوج من الملكة اريكسو. أراد ليرخوس أيضًا أن يكون باتوس الثالث مساعدًا له. كانت أريكسو تستشير إخوتها وفي النهاية أرادت رؤية ليرخوس وأعطت انطباعًا، أرادت أن تتزوجه. أرسلت خادمة لها إلى ليرخوس وقالت له أن يأتي إليها في الليل حيث يمكن أن يتم الزواج. شعر ليرخوس بسعادة غامرة بسبب الأخبار التي مفاده ان الملكة اريكسو تريد الزواج منه وجاء ليرخوس عندما كانت الملكة اريكسو جاهزًاتا. كان هذا عندما كان اريكسو الملكة وبولياركوس يخططان لقتل ليرخوس انتقاما لموت والدهما وزوجها واركسيلاوس. مع شابين كان لديهم سيوف في أيديهم كانوا ينتظرون ويختبئون سراً في غرفة نومها.

## موت ليرخوس
طلبت الملكة اريكسو من ليرخوس القدوم إلى غرفة نومها وجاء ليرخوس دون مراقبة إلى غرفة اريكسو الملكة. عندما دخل، سقط الشبان على ليرخوس وطعنو سيوفهم عبر جسده ومات ليرخوس. ثم تم رمي جثة ليرخوس وأخرج بولياركوس شقيق اريكسو الابن باتوس الثالث وأعلنه الملك الجديد. حكم باتوس 550 ق.م - 530 ق.

## عهد باتوس الثالث
عندما أعلن باتوس ملكًا، كان الجنود الذين خدموا الفرعون المصري أحمس الثاني حاضرين. كان أحمس الثاني حليفا للراحل ليرخوس. في الانتقام لموت ليرخوس وكذلك الانتقام من معركة بئر تايتس التي خساره، أراد أحمس الثاني أن يعلن الحرب على القيروانيين وقد أرسل الفرعون رسلًا إلى العائلة المالكة حول هذا الأمر. في هذا الوقت، توفت والدة أحمس الثاني وكان أحمس الثاني يعد جنازتها. قرر بولياركوس السفر إلى مصر لتقديم تعازيه إلى الفرعون أحمس الثاني. لم تسمح اريكسو وكريتولاو لـ بولياركوس بالسفر بمفردها وسافروا معه، من أجل إنقاذ مملكة قورينائية من حرب جديدة مع الفرعون أحمس الثاني عندما وصل الثلاثة إلى بلاط الفرعون المصري وقدموا تعازيهم ل أحمس الثاني. لم يفعل أحمس الثاني الكثير ليثني على عفة وثبات الثلاثة، لذلك كرم والدة بولياركوس وأخته بالهدايا والحضور الملكي الذي أعاد أحمس الثاني الثلاثة إلى قورينا عاصمة المملكة. قام أحمس الثاني بسحب جنوده من برقة. مصير إريكسو بعد ذلك غير معروف
| ليرخوس (المتمرد الانقلابي) سلالة بيتاد توفي: 550 ق.م |                                    |                   |
| منصب                                                 |                                    |                   |
| سبقه أركسيلاوس الثاني                                | ملك مملكة قورينائية 550ق.م– 550ق.م | تبعه باتوس الثالث |